# Micul icosidodecaedru ditrigonal
În geometrie micul icosidodecaedru ditrigonal este un poliedru stelat uniform, cu indicele U30. Are 32 de fețe (20 triunghiuri și 12 pentagrame), 60 de laturi și 20 de vârfuri. Un poliedru neconvex are fețe care se intersectează care nu reprezintă laturi sau fețe noi. Doar cele marcate cu sfere aurii sunt vârfuri, iar cele cu linii argintii sunt laturi.
Are simbolul Schläfli extins a{5,3} ca dodecaedru alternat și diagrama Coxeter  sau  . Este construit în triunghiul Schwarz (3 3 5/2) cu simbolul Wythoff 3 | 5/2 3. Figura hexagonală a vârfului său alternează fețe triunghulare regulate și pentagrame.

## Mărimi asociate

### Coordonate carteziene
Având în comun vârfurile cu dodecaedrul, coordonatele carteziene ale vârfurilor unui dodecadodecaedru ditrigonal cu lungimea laturii 2, centrat în origine, sunt toate permutările ale:
{\displaystyle \left(\,\pm 1,\,\pm 1,\,\pm 1\,\right)}
{\displaystyle \left(\,\pm \varphi ,\,\pm (\varphi -1),\,0\,\right)}
unde {\displaystyle \varphi ={\frac {1+{\sqrt {5}}}{2}}} este secțiunea de aur.

### Raza sferei circumscrise
Pentru lungimea laturii egală cu a, raza sferei circumscrise este:
{\displaystyle R={\frac {\sqrt {3}}{2}}\,a\approx 0,866025\,a.}

### Volum
Următoarea formulă pentru volum V este stabilită pentru lungimea laturilor tuturor poligoanelor (care sunt regulate) a:
{\displaystyle V={\frac {4}{3}}{\sqrt {5}}\,a^{3}\approx 2,981424~a^{3}.}

## Poliedre înrudite
Anvelopa sa convexă este un dodecaedru. În plus, are în comun aranjamentul laturilor cu marele icosidodecaedru ditrigonal (având în comun fețele triunghiulare), dodecadodecaedrul ditrigonal (având în comun fețele pentagramice) și compusul de cinci cuburi regulat. Ca poliedru simplu, este și un icosaedru trunchiat hexakis.

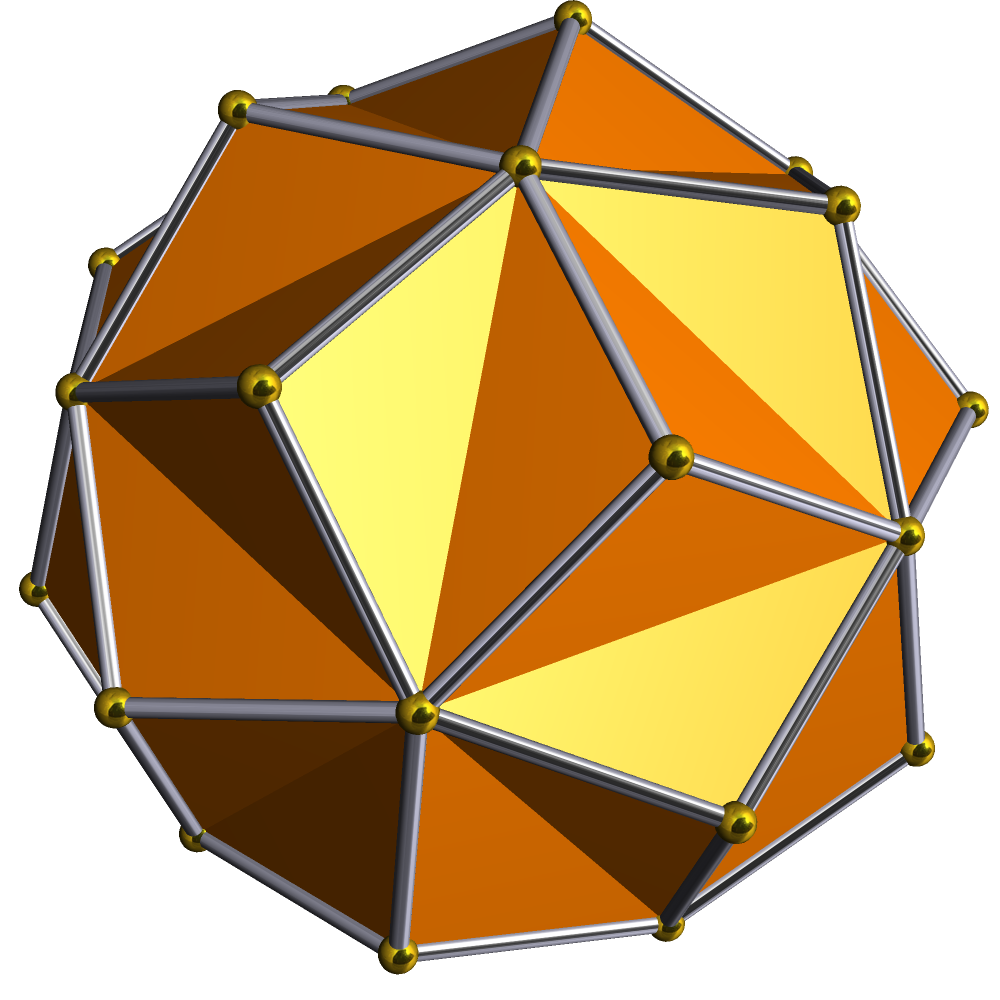
Dual: micul icosaedru triambic

| a{5,3}                           | a{5/2,3}                          | b{5,5/2}                    |
| =                                | =                                 | =                           |
| -------------------------------- | --------------------------------- | --------------------------- |
| Micul icosidodecaedru ditrigonal | Marele icosidodecaedru ditrigonal | Dodecadodecaedru ditrigonal |
| Dodecaedru (anvelopa convexă)    | Compus de cinci cuburi            | Compus sferic de 5 cuburi   |

### Poliedru dual
Dualul său este micul icosaedru triambic.